# Cuntrera-Caruana
I Cuntrera-Caruana sono stati una Famiglia di Cosa Nostra che ha ottenuto una posizione chiave nel traffico di stupefacenti e nel riciclaggio di denaro sporco tra gli anni ottanta e novanta.
La stampa italiana del periodo li ribattezzò come i "Rothschild della Mafia" o i "banchieri di Cosa Nostra".

## Storia
Nel secondo dopoguerra i Cuntrera e i Caruana svolgevano le occupazioni di campieri e gabellotti nelle tenute del barone Agnello nei pressi di Siculiana, in provincia di Agrigento; i rapporti dell'epoca dei Carabinieri li indicavano come membri di spicco della locale cosca mafiosa che avevano fatto fortuna «soggiogando i pavidi, intimidendo i laboriosi e mortificando la coscienza degli onesti, incrementando così, in maniera del tutto abnorme le loro posizioni patrimoniali». Infatti nel 1952 i fratelli Leonardo e Giuseppe Caruana vennero denunciati per duplice omicidio, incendio doloso e furto di bestiame insieme a loro cognato Pasquale Cuntrera ma vennero prosciolti.
Nel 1957 Leonardo e Giuseppe Caruana si trasferirono a Montréal, in Canada, dove si unirono alla cosca guidata dal mafioso Nicola Rizzuto (nativo di Cattolica Eraclea, in provincia di Agrigento); a Montréal i fratelli Caruana acquistarono un'impresa di costruzioni per riciclare il denaro sporco e facilitare le loro attività illecite. Nel periodo successivo anche altri membri della Famiglia si trasferirono in Canada e si unirono alla Famiglia Rizzuto: nel 1964 Agostino Cuntrera si trasferì a Montréal mentre suo cugino Alfonso Caruana (nipote di Leonardo e Giuseppe) emigrò nel 1968 e si presentò all'ufficio immigrazione canadese come elettricista, dichiarando soltanto 100 dollari.
Nel 1972 Leonardo Caruana partecipò ad una serie di incontri a Montréal insieme al boss Giuseppe Settecasi (capo della cosca di Alessandria della Rocca, in provincia di Agrigento), il quale era giunto in Canada per appianare le tensioni tra Nicola Rizzuto e Paul Violi.
Nel 1973 Leonardo Caruana venne espulso dalle autorità canadesi perché sospettato di essere coinvolto nel traffico di stupefacenti e si stabilì nuovamente a Siculiana, dove continuò a reggere il locale mandamento, che comprendeva le cosche di Siculiana, Cattolica Eraclea e Montallegro: infatti secondo il collaboratore di giustizia Tommaso Buscetta (che conobbe i Caruana e i Cuntrera quando si stabilì per un breve periodo a Montréal negli anni sessanta), vi era un forte «collegamento tra la famiglia Rizzuto e i Cuntrera-Caruana che insieme ad altri uomini d'onore costituivano una famiglia mafiosa di Siculiana trapiantata a Montréal che continuava a reggere il mandamento di Siculiana». Buscetta dichiarò inoltre che i Cuntrera-Caruana erano già da allora coinvolti nel traffico di eroina e il loro fornitore era Giuseppe Bono – capo della "famiglia" mafiosa di Bolognetta ma residente a Milano – che organizzava il trasporto della droga fino in Canada e poi negli Stati Uniti. Infatti, fin dal 1974, i rapporti dei Carabinieri definivano Leonardo Caruana come "un manovratore di killer" e "segnalato per l'irrogazione di misure di prevenzione". Nel 1977 l'onorevole Calogero Mannino (che negli anni successivi verrà indagato ed in seguito prosciolto per associazione mafiosa) partecipò come testimone di nozze al matrimonio di Gerlando Caruana, figlio di Leonardo, celebrato a Siculiana. Tuttavia nel 1981 Leonardo Caruana venne ucciso a Palermo dopo la cerimonia di nozze dell'altro figlio Gaspare, probabilmente nel quadro di un conflitto mafioso nella provincia di Agrigento.
Secondo le stime della DEA (l'agenzia antidroga statunitense) e della polizia canadese, i Cuntrera-Caruana furono i maggiori fornitori di eroina, hashish e cocaina consumati negli Stati Uniti: infatti secondo dati ufficiali di quegli anni, tra il 1978 e il 1985 i Caruana e i Cuntrera trasferirono a Montréal circa 700 kg di eroina acquistata in Thailandia e venduta in seguito a New York, mentre tra il 1984 e il 1987 trasferirono circa 70 tonnellate di hashish; il denaro ricavato veniva trasferito in conti correnti svizzeri attraverso assegni e bonifici, rendendolo disponibile per altri traffici: infatti Alfonso Caruana e il cugino Pasquale Cuntrera si stabilirono a Lugano, in Svizzera, dove operavano insieme all'industriale bresciano Oliviero Tognoli e al finanziere Vito Roberto Palazzolo, responsabili del riciclaggio del denaro sporco. Nel 1978 Alfonso Caruana venne fermato a Zurigo mentre portava 600.000 dollari, che gli costarono soltanto una multa per non averli dichiarati alla dogana.
Nei primi anni ottanta, Alfonso Caruana si trasferì a Caracas, in Venezuela, presso i cugini Paolo, Pasquale e Gaspare Cuntrera (già residenti lì dalla fine degli anni sessanta), con cui iniziò ad inviare cocaina in Nordamerica e in Europa dalle loro fazendas tra San Cristòbal e Mérida, al confine con la Colombia; il denaro sporco veniva poi investito in un casinò di loro proprietà nell'isola di Aruba, nei Caraibi, dove i cugini Cuntrera avevano numerosi conti correnti presso le locali banche ed erano anche legati al presidente venezuelano Carlos Andrés Pérez. Nel 1985 Alfonso Caruana venne coinvolto insieme allo zio Liborio Cuntrera (residente a Londra dalla metà degli anni settanta) e al boss Francesco Di Carlo (legato ai Corleonesi) nel traffico di 37 kg di eroina sequestrata nel porto di Southampton, in Inghilterra, e di altri 22 kg sequestrati il mese precedente a Montréal, per i quali vennero arrestati il cugino Gerlando Caruana ed altri tre mafiosi, compreso Di Carlo; tuttavia Alfonso Caruana e Liborio Cuntrera sfuggirono all'arresto. Nel 1988 venne arrestato in Germania Pasquale Caruana.
Il giudice anti mafia Giovanni Falcone iniziò il processo di estradizione dei membri della famiglia Cuntrera-Caruana, residenti in Venezuela. Dopo l'assassinio dei giudici Giovanni Falcone e Paolo Borsellino, le autorita italiane intensificarono le persecuzioni dei gruppi mafiosi. Pasquale, Paolo e Gaspare Cuntrera vennero arrestati a Caracas ed estradati in Italia nel settembre del 1992 per ordine della commissione del senato venezuelano, diretta dal senatore Cristobal Fernandez Dalo, in seguito alle indagini della Criminalpol italiana e del Servizio Centrale Operativo, coordinato da Alessandro Pansa.
Nel settembre 1993 i fratelli Paolo, Pasquale e Gaspare Cuntrera vennero arrestati all'Aeroporto di Fiumicino di Roma dopo esser stati estradati in Italia da Caracas. Tuttavia nel maggio 1998 Pasquale Cuntrera venne scarcerato dalla Cassazione per un cavillo burocratico e si diede alla latitanza, a pochi giorni dall'udienza in cui si doveva decidere se confermare la sua condanna a venti anni di carcere per associazione mafiosa e traffico di stupefacenti; anche per gli altri due fratelli, Paolo e Gaspare (condannati in secondo grado a 15 anni di carcere), era stata emessa istanza di scarcerazione ma erano stati subito riarrestati per un nuovo ordine di cattura emesso nei loro confronti. Tuttavia nei giorni seguenti gli agenti del ROS e quelli delle polizie italiana e spagnola arrestarono Pasquale Cuntrera a Fuengirola, in Spagna, e successivamente venne estradato in Italia per scontare la condanna ormai divenuta definitiva.
Nel 1994 Alfonso Caruana risultò implicato nel sequestro di un container carico di 5497 kg di cocaina a Borgaro Torinese, in provincia di Torino, per il quale furono arrestati numerosi affiliati alla 'Ndrangheta: si trattò del più ingente sequestro di cocaina avvenuto in Europa in quel periodo; infatti le indagini dei Carabinieri accertarono che Alfonso Caruana teneva i contatti con i trafficanti colombiani del Cartello di Cali e curava le esportazioni di cocaina verso l'Italia insieme alle 'ndrine calabresi. Infatti nel 1998 gli agenti del ROS e quelli della polizia canadese arrestarono Alfonso Caruana a Woodbridge, in Canada, insieme al nipote Giuseppe Cuntrera e ad altri dieci mafiosi; nel 2008 le autorità canadesi estradarono Alfonso Caruana in Italia, dove doveva scontare una condanna a 21 anni e 10 mesi di carcere per associazione mafiosa e traffico di stupefacenti.
Nel settembre 2010 Agostino Cuntrera, ritenuto il nuovo capo della Famiglia Rizzuto, venne ucciso a Montréal insieme al suo associato Liborio Sciascia, probabilmente nel quadro di un conflitto all'interno della criminalità canadese.
Uno degli ultimi membri di spicco dell'organizzazione, Vito Triassi è morto nel febbraio 2019 a Tenerife. Triassi era considerato il colonnello del gruppo criminale a Ostia, tuttavia, dall'inizio del 2010, la famiglia Cuntrera-Caruana aveva perso la sua presenza storica in città e l'ex capo ha deciso di trasferirsi in Spagna.

## Elementi di spicco
- Liborio Cuntrera ( - 1982)
- Pasquale Cuntrera (1930 - 2013)
- Giuseppe Caruana
- Carmelo Caruana
- Alfonso Caruana (1946 - in vita)
- Leonardo Caruana ( - 1981)
- Pasquale Caruana (1940 - )